# Friedhofskapelle Maria Hilf (Pöttmes)

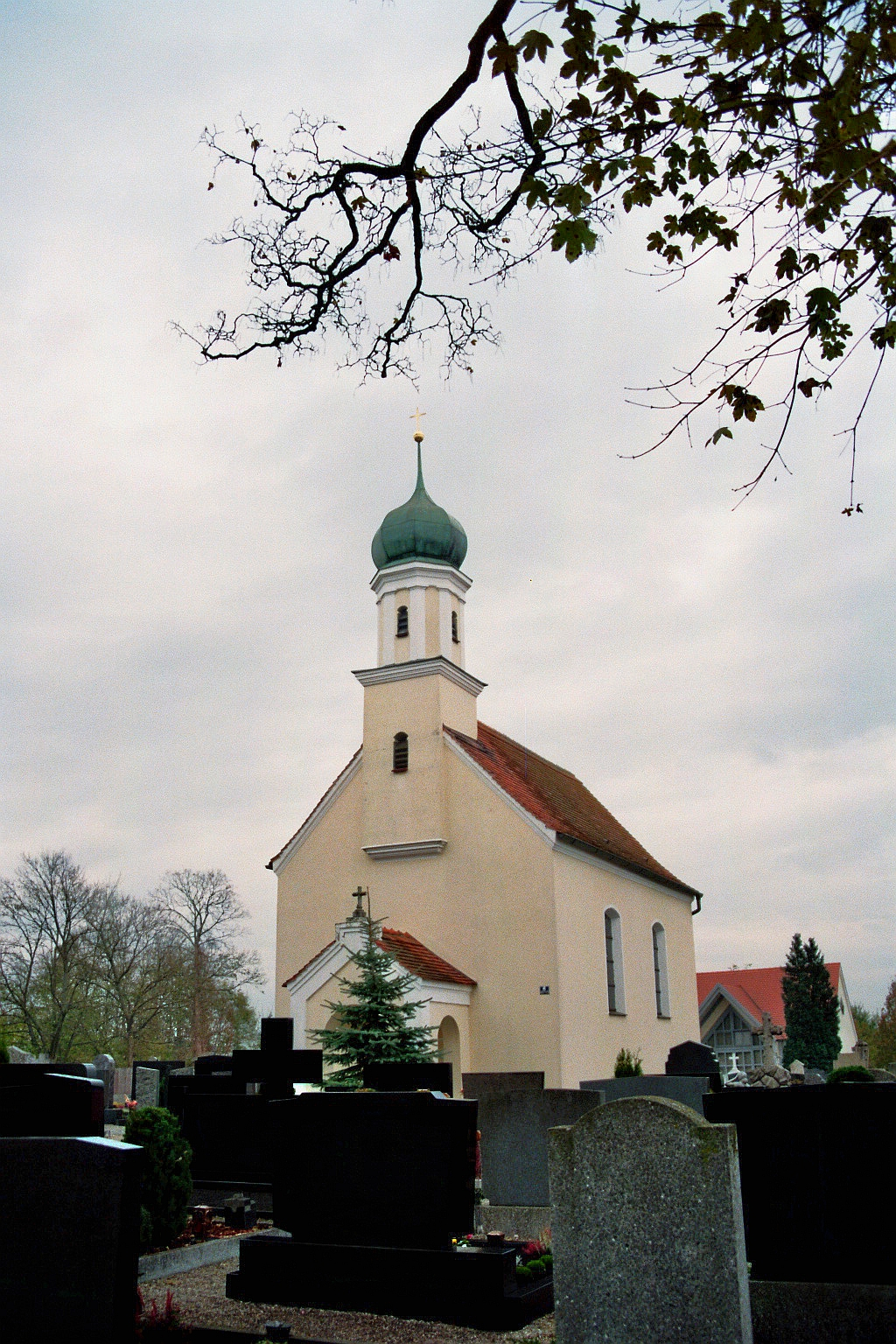
Friedhofskapelle Maria Hilf (Pöttmes)

Die römisch-katholische Friedhofskapelle Maria Hilf steht auf dem Friedhof von Pöttmes im schwäbischen Landkreis Aichach-Friedberg von Bayern. Das Bauwerk ist in der Liste der Baudenkmäler in Pöttmes unter der Nr. D-7-71-156-18 eingetragen.

## Beschreibung
Die im frühen 18. Jahrhundert erbaute Saalkirche besteht aus einem Langhaus, einem eingezogenen, halbrund geschlossenen Chor im Osten und einem Anbau für das Portal vor der Fassade im Westen. Über der Fassade erhebt sich ein quadratischer Giebelreiter, dessen Obergeschoss mit Pilastern an den acht Ecken den Glockenstuhl beherbergt, und der mit einer Zwiebelhaube bedeckt ist. Im Innenraum wurden 1858 Fresken eingebracht. Auf der Deckenmalerei wurde das Jüngste Gericht nach dem Vorbild der von Peter von Cornelius geschaffenen Wandmalerei in der Ludwigskirche von München wiederholt. Eine Kopie des Gnadenbildes von Lucas Cranach dem Älteren ist über dem Altar angebracht.